# Cœur (chanson)
Pour les articles homonymes, voir Cœur (homonymie).
Singles de Zoé Clauzure
Dans les nuages
(2022)
Clip vidéo
[vidéo] « Cœur », sur YouTube
Chansons représentant la France au Concours Eurovision de la chanson junior
Oh Maman !
(2022) Comme ci comme ça
(2024)
Cœur est une chanson écrite par Noée Francheteau, composée par Julien Comblat et Jérémy Chapron et interprétée par Zoé Clauzure.
Elle est la chanson gagnante du Concours Eurovision de la chanson junior 2023. C'est la troisième victoire de la France au concours, qui devient le pays le plus titré du concours avec la Géorgie ainsi le deuxième pays, après la Pologne, à remporter le concours deux années de suite après la victoire de Lissandro.

## Genèse
D'une durée de 3 minutes et 3 secondes, la chanson est écrite par Noée Francheteau et composée par Julien Comblat et Jérémy Chapron,. Elle sort  la chanson est sortie le 27 septembre 2023sous le label Parlophone, filiale de Warner Music. Le clip a été réalisé par Alexandre Saltiel et chorégraphié par Cain et Céline Kitsaïs (fondateurs d'une école de danse appelée Neodance Academy) et Sabrina Lonis.
La chanson traite du harcèlement scolaire, que la chanteuse a subi entre le CM1 et la cinquième,.
La chanson se place dans le style pop.

## Eurovision junior 2023

### Annonce et sortie de la chanson
Lors d'une conférence de presse qui a lieu le 27 septembre 2023, Zoé Clauzure est annoncée comme représentante de la France au Concours Eurovision de la chanson junior 2023 à Nice par France Télévisions,. Sa chanson, intitulée Cœur sort le même jour,,.

### Victoire de Zoé Clauzure
Lors de l'Eurovision junior 2023 le 26 novembre 2023, la chanson est interprétée en 12e position (sur 16) entre le Portugal et l’Arménie. La chanson remporte  quatre « 12 points », quatre « 10 points » et aucun vote en dessous de 5 points et est sacrée gagnante l'Eurovision Junior avec 228 points, devant l'Espagne et l’Arménie,. 136 points lui ont été attribués par le jury et 92 par le public via le vote en ligne, la classant première, aussi bien dans le classement du jury que celui des télévotes.
La chanson obtient les scores suivant par les membres du Jury:
| Nombre de Points | Pays                                   |
| ---------------- | -------------------------------------- |
| 12               | Espagne • Irlande • Pologne • Pays-Bas |
| 10               | Estonie • Arménie • Portugal • Italie  |
| 8                | Malte • Macédoine du Nord • Allemagne  |
| 7                | Albanie                                |
| 6                | Ukraine • Royaule-Uni                  |
| 5                | Géorgie                                |